# Litakovo
Litakovo (bulgariska: Литаково) är ett distrikt i Bulgarien.   Det ligger i kommunen Obsjtina Botevgrad och regionen Sofijska oblast, i den västra delen av landet, 40 km nordost om huvudstaden Sofia.
Trakten runt Litakovo består till största delen av jordbruksmark. Runt Litakovo är det ganska tätbefolkat, med 72 invånare per kvadratkilometer.